# Belagerung von Antiochia
Nicäa – Doryläum – Antiochia – Jerusalem – Askalon
Die Belagerung von Antiochia war Teil des Ersten Kreuzzugs in den Jahren 1097 und 1098. Die erste (christliche) Belagerung dauerte vom 21. Oktober 1097 bis zum 2. Juni 1098, die zweite (muslimische) Belagerung vom 7. Juni bis 28. Juni 1098.

## Hintergrund
Antiochia war dem Byzantinischen Reich im Jahre 1085 von den Seldschuken abgenommen worden. Die byzantinischen Befestigungsanlagen stammten aus der Zeit Justinians, waren aber jüngst erneuert und verstärkt worden. Die Stadtmauer bestand aus 400 Türmen, wodurch es Bogenschützen möglich war, jeden Punkt außerhalb der Mauern mit ihren Pfeilen zu erreichen. Antiochia grenzte an ein Bergmassiv, welches es an den Seiten, an denen keine Stadtmauer vorhanden war, vor Angriffen schützte und eine vollkommene Belagerung der Stadt unmöglich machte. Die Seldschuken hatten die Stadt durch Verrat in die Hand bekommen und die Mauern daher intakt gelassen. Seit 1088 war Yaghi-Siyan der Statthalter der Seldschuken, ein Mann, dem der Zug der Kreuzfahrer durch Anatolien wohlbekannt war, und der – erfolglos – um Hilfe aus den benachbarten moslemischen Staaten gebeten hatte. Als Vorbereitung auf die Ankunft des Kreuzzugs kerkerte er den orthodoxen Patriarchen von Antiochien, Johannes Oxites, ein und verbannte die griechisch-orthodoxen, armenisch-apostolischen und die syrisch-orthodoxen Christen aus der Stadt.
Die Stadt hatte für die Kreuzfahrer nicht nur strategische Bedeutung, denn die Anhänger der dortigen urchristlichen Gemeinde um die St.-Petrus-Grotte waren die ersten, die sich als Christen bezeichneten.

## Ankunft der Kreuzfahrer
Die Kreuzfahrer erreichten den Fluss Orontes außerhalb Antiochias am 20. Oktober 1097. Die vier Anführer des Kreuzzugs zu diesem Zeitpunkt, Gottfried von Bouillon, Bohemund von Tarent, Raimund IV. von Toulouse und Bischof Adhemar von Le Puy, waren anfangs über ihr weiteres Vorgehen uneins. Raimund wollte einen direkten Angriff; Bohemund hingegen  konnte Adhemar und Gottfried von einer Belagerung der Stadt überzeugen. Raimund akzeptierte widerwillig, und die Kreuzfahrer kreisten die Stadt am 21. Oktober teilweise ein. Obwohl die Stadtmauern einem direkten Angriff wohl standgehalten hätten, war Yaghi-Siyan erleichtert und ermutigt, dass die Kreuzfahrer den direkten Angriff nicht versuchten; er hatte nicht genügend Leute, um die Stadt adäquat zu verteidigen. Bohemund lagerte an der Nordostecke der Stadt, am Sankt-Pauls-Tor, Raimund weiter im Westen am Hundetor und Gottfried am Herzogstor noch weiter im Westen, wo eine Bootsbrücke über den Orontes zum Ort Talenki gebaut worden war. Richtung Süden war das Zwei-Schwestern-Tor und im Nordwesten das Sankt-Georgs-Tor, das von den Kreuzfahrern nicht blockiert wurde, so dass die Eingeschlossenen hierüber mit Nachschub versorgt werden konnten. Auf der Süd- und Westseite der Stadt war das Hügelgelände des Mons Silpius mit der Zitadelle und dem „Eisernen Tor“.

## Erste Belagerung
Mitte November kam Bohemunds Neffe Tankred mit weiteren Truppen an, eine Flotte aus Genua war mit Nachschub in den Sankt-Symeons-Hafen gesegelt. Die Belagerung zog sich hin, im Dezember wurde Gottfried krank, die Nahrungsmittel gingen mit dem anrückenden Winter dem Ende entgegen. Am Monatsende zogen Bohemund und Robert von Flandern mit 20.000 Männern nach Süden, um Nahrungsmittel zu beschaffen, was Yaghi-Siyan am 29. Dezember zu einem Ausfall am Sankt-Georgs-Tor und einem Angriff auf Raimunds Lager auf der gegenüberliegenden Flussseite in Talenki nutzte. Raimund gelang es, ihn zurückzudrängen, schaffte es aber nicht, in die Stadt einzudringen. Bohemund und Robert wurden in der Zeit von einer Armee unter Duqaq von Damaskus angegriffen, die nach Norden marschiert war, um Antiochia zu Hilfe zu kommen. Obwohl die Kreuzfahrer hier siegreich waren, mussten sie sich mit den wenigen Lebensmitteln, die sie eingesammelt hatten, nach Antiochia zurückziehen. Der Monat endete ungünstig für beide Seiten: Ein Erdbeben am 30. Dezember und ungewöhnlich kaltes und regnerisches Wetter in den folgenden Wochen machten den Kreuzfahrern zu schaffen, brachten aber auch Duqaq dazu, sich zurückzuziehen und keinen weiteren Entsatzversuch zu unternehmen.

### Hunger
Mangels Nahrung breitete sich im Lager der Christen Hunger aus, Menschen und Pferde starben, jeder siebte Mann kam um und nur 700 Pferde überlebten. Andere aßen die Pferde, auch wenn einige Ritter lieber Hunger litten. Der christliche Fürst von Kleinarmenien, Konstantin, und der nach Zypern exilierte orthodoxe Patriarch von Jerusalem, Simeon, sandten Nahrungsmittel, die aber nicht ausreichten, den Hunger zu beheben. Einige Ritter und Soldaten desertierten im Januar 1098, darunter auch Peter der Einsiedler, der aber bald aufgegriffen und mit angeschlagenem Prestige in Tankreds Lager zurückgebracht wurde. Mehrere zeitgenössische fränkische Chronisten berichten über Fälle von Kannibalismus, sowohl im Winter 1097/98 als auch insbesondere im Winter 1098/99 bei der Eroberung der Stadt Maarat an-Numan.

### Englische Verstärkungen
Am 4. März kam eine angelsächsische Flotte unter Edgar Ætheling aus Konstantinopel, wo er im Exil lebte, in Sankt Simeon an. Sie brachten Baumaterial für Belagerungsmaschinen, das am 6. März fast wieder verloren ging, als Raimund und Bohemund (keiner traute dem anderen genug, um ihm das Material zu überlassen) auf der Straße nach Antiochia von einer Abteilung von Yaghi-Siyans Garnison angegriffen wurden. Mit Gottfrieds Hilfe wurden der Gegner geschlagen und das Material gerettet. Obwohl Edgar die Schiffe und das Material von Kaiser Alexios erhalten hatte, sahen die Kreuzfahrer dies nicht als direkte byzantinische Hilfe an. Sie begannen mit dem Bau der Belagerungsmaschinen und einer Anlage, die von Tankred besetzt wurde, um das Sankt-Georgs-Tor jetzt auch zu blockieren, durch das immer noch Lebensmittellieferungen in die Stadt kamen. Jetzt zeigten sich Auswirkungen in der gut verteidigten Stadt. Antiochia war abgeriegelt, und mit dem Beginn des Frühlings verbesserte sich die Ernährungssituation der Kreuzfahrer.

### Fatimidische Botschaft
Im April erreichte eine fatimidische Delegation aus Ägypten das Lager der Kreuzfahrer in der Hoffnung, Frieden mit den Christen schließen zu können, die am Ende doch die Feinde ihrer eigenen Feinde, der Seldschuken, waren. Peter der Einsiedler, der fließend Arabisch sprach, wurde zu den Verhandlungen geschickt, die aber zu keinem Ergebnis führten. Die Fatimiden nahmen an, die Kreuzfahrer seien lediglich Söldner der Byzantiner, und waren bereit, ihnen Syrien zu überlassen, falls sie das fatimidische Palästina verschonten – ein Status, der vor der türkischen Invasion zwischen Ägypten und Byzanz gegolten hatte, den die Kreuzfahrer aber nicht akzeptieren konnten, da dies einen Verzicht auf Jerusalem bedeutet hätte. Die Fatimiden wurden gastfreundlich behandelt und mit Geschenken überhäuft, die den Türken abgenommen worden waren, die man im März geschlagen hatte. Eine Vereinbarung wurde nicht erzielt.

## Eroberung Antiochias
Die Belagerung ging weiter. Ende Mai näherte sich eine muslimische Armee aus Mosul unter dem Kommando Kerbogas Antiochia. Diese Armee war wesentlich größer als die bei den beiden vorangegangenen Versuchen, die Belagerung der Stadt aufzuheben. Kerboga hatte sich mit Ridwan und Duqaq verbündet, Truppen aus Persien waren ebenso dabei wie von den Ortoqiden aus Mesopotamien. Insgesamt betrug die Stärke des Heeres 35.000–40.000 Mann, während sich auf Seiten der Kreuzfahrer lediglich 20.000 Personen (inklusive Nichtkämpfender) befanden. Die Kreuzfahrer hatten Zeit, sich auf ihre Ankunft vorzubereiten, da Kerboga erst einen dreiwöchigen Umweg über Edessa machte, das er aber Balduin von Boulogne nicht abnehmen konnte, der es vor kurzem bekommen hatte.
Die Kreuzfahrer wussten, dass sie die Stadt vor Kerbogas Ankunft zu erobern hatten, wenn sie überleben wollten. Bohemund hatte durch seine Spione in der Stadt Kontakt mit einem der Armenier aufgenommen. Nach einiger Einflussnahme erklärte sich Firuz, der drei Türme kommandierte, dazu bereit, diese Bohemund und seinen Truppen zu übergeben. Firuz sollte vom Zwei-Schwestern-Turm, der nahe am St.-Georg-Tor lag, eine Lederleiter herablassen, damit Bohemund und sechzig seiner Soldaten die Mauer erklimmen konnten. Anschließend ging er vor den Fürstenrat und forderte erneut, dass derjenige, welcher die Stadt als erster betrete, sie auch erhalten solle. Raimund wurde wütend und argumentierte, dass die Stadt Alexios zu übergeben sei, wie vor ihrer Abreise aus Konstantinopel 1097 vereinbart, aber Gottfried, Tankred, Robert und die anderen Anführer sahen sich einer verzweifelten Situation gegenüber und stimmten seiner Forderung zu.
Dennoch verließen am 2. Juni Stephan von Blois und einige andere französische Kreuzfahrer die Armee. Später am gleichen Tag instruierte Firuz Bohemund, einen Abmarsch zu fingieren, so, als wolle er Kerboga entgegen ziehen, um dann in der Nacht zurückzukehren und mit Leitern die Mauern zu ersteigen. So geschah es, und nach dem Erklimmen der Mauern wurde das nahe Tor geöffnet, wodurch die Kreuzfahrer in die Stadt strömen konnten. Die in der Stadt verbliebenen Christen öffneten die übrigen Tore und beteiligten sich an dem Blutbad, töteten so viele der ihnen verhassten türkischen Garnison, wie sie nur konnten. Die Kreuzritter töteten auch einige Christen, darunter Firuz’ Bruder. Yaghi-Siyan floh, erkannte jedoch am Morgen seine Feigheit und verletzte sich selbst in Suizidabsicht schwer. Noch lebend wurde er von einem armenischen Holzfäller gefunden, der ihm den Kopf abhieb und diesen den Kreuzfahrern in die Stadt brachte.

## Zweite Belagerung
Am Ende des 3. Juni kontrollierten die Kreuzfahrer den größten Teil der Stadt mit Ausnahme der Zitadelle, die in der Hand von Yaghi-Siyans Sohn Schams ad-Daulah blieb. Johannes Oxites wurde von Adhemar de Monteil, dem Apostolischen Legaten, wieder als Patriarch eingesetzt. Adhemar wünschte gute Beziehungen zu den Byzantinern, zumal Bohemund offen die Stadt für sich beanspruchte.
In der Stadt waren nicht viele Lebensmittel zu finden, und Kerbogas Armee rückte heran. Er erreichte Antiochia lediglich zwei Tage später, am 5. Juni, versuchte am 7. Juni vergeblich einen Sturmangriff, und hatte am 9. Juni seinen eigenen Belagerungsring aufgebaut.
Zwischen der Eroberung der Stadt und Kerbogas Ankunft waren weitere Kreuzfahrer desertiert, sie schlossen sich nun Stephan von Blois an, der in Tarsus war. Stephan hatte Kerbogas Armee im Feldlager bei Antiochia gesehen und alle Hoffnung verloren, die Deserteure bestätigten seine Befürchtungen. Auf dem Weg zurück nach Konstantinopel trafen Stephan und die anderen Deserteure Alexios, der aufgebrochen war, die Kreuzfahrer zu unterstützen, aber nicht wusste, dass die Stadt erobert war und nun wieder belagert wurde. Stephan überzeugte ihn, dass die übrigen Kreuzfahrer so gut wie tot seien, Alexios wiederum wusste aus seinen Verbindungen, dass eine weitere Seldschukenarmee in seiner Nähe war. Er entschied, lieber umzukehren, als eine Schlacht zu riskieren.
Entdeckung der Heiligen Lanze
In Antiochia behauptete in der Zwischenzeit, am 10. Juni, ein einfacher Mönch namens Peter Bartholomäus, Visionen des Apostels Andreas gehabt zu haben, der ihm gesagt habe, dass die Heilige Lanze innerhalb der Stadt sei. Die hungernden Kreuzfahrer waren anfällig für Visionen und Halluzinationen, ein anderer Mönch namens Stephan von Valence berichtete über Erscheinungen Jesu und der Jungfrau Maria. Am 14. Juni wurde gesehen, wie ein Meteor im gegnerischen Feldlager niederging, was als gutes Omen interpretiert wurde. Obwohl Adhemar skeptisch war, da er einen Rest der Heiligen Lanze in Konstantinopel gesehen hatte, glaubte Raimund Peters Aussagen. Raimund von Toulouse, Raimund von Aguilers, Wilhelm von Orange und andere begannen am 15. Juni, in der Kathedrale St. Peter zu graben. Als sie ohne Fund aus der Grube herausstiegen, kletterte Peter hinein, griff auf den Boden und zog eine Speerspitze hervor. Raimund nahm diese Entdeckung als göttliches Zeichen, dass sie überleben würden, und bereitete sich nun mehr auf den entscheidenden Kampf als auf die Unterwerfung vor. Peter berichtete von einer weiteren Vision, in der St. Andreas die Armee aufforderte, fünf Tage zu fasten (obwohl sie bereits alle Hunger litten), nach denen sie siegen würden.
Bohemund traute der Heiligen Lanze ebenfalls nicht, aber es steht außer Frage, dass ihre Entdeckung die Moral der Truppe hob. Es ist möglich, dass Peter einfach das berichtete, was Bohemund hören wollte, da dieser von Spionen in Kerbogas Lager wusste, dass auch dort die verschiedenen Fraktionen untereinander in Streit geraten waren und womöglich in einer Schlacht nicht als Einheit kämpfen würden. Am 27. Juni wurde Peter der Einsiedler von Bohemund zu Verhandlungen zu Kerboga gesandt, ein nutzloses Unterfangen, die Schlacht mit den Türken war unvermeidbar. Bohemund stellte sechs Divisionen auf: eine kommandierte er selbst, die anderen fünf wurden von Hugo von Vermandois und Robert von Flandern, Gottfried, Robert von der Normandie, Adhemar, sowie Tankred und Gaston IV. von Béarn geführt. Raimund, der krank geworden war, blieb zurück und überwachte mit 200 Männern die Zitadelle, die weiterhin gehalten wurde, jetzt von Ahmed ibn Merwan, einem Gefolgsmann Kerbogas.

## Schlacht von Antiochia

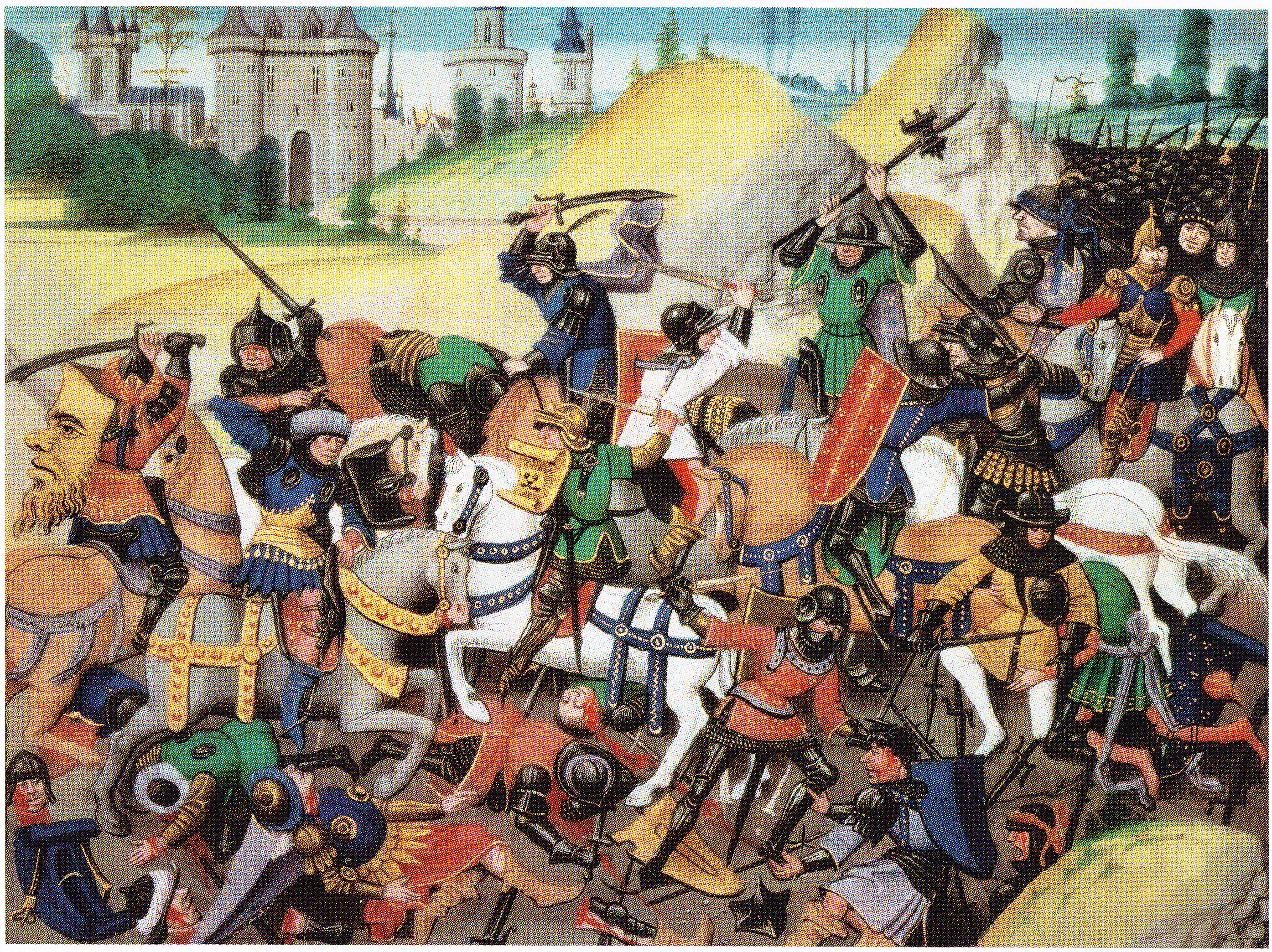
Kreuzritter in der Schlacht von Antiochia, Darstellung aus dem 15. Jahrhundert

Am Montag, dem 28. Juni 1098, marschierten die Kreuzfahrer aus dem Stadttor, Raimund von Aguilers trug die Heilige Lanze vor ihnen her. Kerboga zögerte entgegen den Bitten seiner Generäle, in der Hoffnung, sie alle gleichzeitig statt einer Division nach der anderen angreifen zu können, unterschätzte dabei aber ihre Anzahl. Er gab vor, sich zurückzuziehen, um die Kreuzfahrer auf für ihn besseres Gelände zu locken, während seine Bogenschützen sie ununterbrochen mit Pfeilen eindeckten. Eine Abteilung wurde gegen den linken Flügel der Kreuzfahrer geschickt, der nicht durch den Fluss gedeckt war, aber Bohemund bildete schnell eine siebte Division und schlug sie zurück. Die Türken fügten den Kreuzfahrern große Verluste zu, darunter Adhemars Fahnenträger, Vizegraf Herachus. Kerboga setzte das Gras zwischen den Linien in Brand, konnte den Gegner dadurch aber nicht aufhalten. Die Schlacht war kurz. Als die Kreuzfahrer Kerbogas Front erreichten, desertierte Duqaq und die meisten Türken gerieten in Panik. Bald war die ganze türkische Armee auf der Flucht.

## Wirkung
Als Kerboga floh, ergab sich die Zitadelle, jedoch nur gegenüber Bohemund persönlich – was vorab ohne Raimunds Wissen arrangiert worden zu sein scheint. Wie erwartet, forderte Bohemund nun die Stadt für sich, obwohl Adhemar und Raimund dem widersprachen. Hugo von Vermandois und Balduin II. von Hennegau wurden nach Konstantinopel gesandt, wobei Balduin bei einem Hinterhalt unterwegs verschwand. Alexios war nicht interessiert, so spät im Sommer eine Expedition loszuschicken, um die Stadt einzufordern. Zurück in Antiochia brachte Bohemund vor, Alexios habe den Kreuzzug verlassen, womit die ihm geleisteten Eide hinfällig seien. Bohemund und Raimund besetzten Yaghi-Siyans Palast, aber Bohemund kontrollierte den größten Teil der Stadt und seine Standarte wehte auf der Zitadelle. Es ist allgemeine Überzeugung, dass die Franken aus Nordfrankreich, die Provenzalen aus Südfrankreich und die Normannen aus Süditalien sich für eigene Nationen hielten, und dass jede von ihnen ihren Status heben wollte; dies mag die Dispute zum Teil erklären, persönliche Ambitionen sind aber der bessere Ansatz für das Verständnis der inneren Kämpfe.
Bald brach eine Epidemie aus, möglicherweise Typhus, der Adhemar am 1. August erlag. Im September schrieben die Anführer des Kreuzzugs an Papst Urban II., damit er persönlich die Herrschaft über Antiochia übernehme, was er jedoch ablehnte. Der Rest des Jahres wurde damit verbracht, die Umgebung der Stadt unter Kontrolle zu bringen, obwohl die Kreuzfahrer nun noch weniger Pferde als zuvor hatten und die muslimischen Bauern ihnen die Herausgabe von Nahrung verweigerten. Die einfachen Ritter und Soldaten wurden unruhig, der Hunger setzte ihnen zu, und sie fürchteten, ohne ihre streitenden Anführer nach Jerusalem weiterziehen zu müssen. Im November gab Raimund um des gemeinsamen Zieles willen und um die meuternden und hungernden Truppen zu beruhigen nach. Mit Beginn des Jahres 1099 wurde der Marsch wieder aufgenommen und Bohemund als erster Fürst von Antiochia zurückgelassen. Im Frühling begann die Belagerung Jerusalems unter der Führung Raimunds.
Die Belagerung Antiochias wurde schnell legendär. Im 12. Jahrhundert war sie das Thema des Chanson d’Antioche, einem Chanson de geste.